# Theodore Cole
 (juin 2020).
- Si vous ne connaissez pas le sujet, laissez ce bandeau (vous pouvez alors contacter les auteurs).
- Si vous supprimez le contenu mis en cause (vous pouvez préalablement contacter les auteurs),

argumentez précisément cette suppression dans la page de discussion
(un manque de référence n'est pas un argument ; une recherche réelle de référence doit avoir été effectuée, être formellement documentée).
Theodore Cole, né le 6 avril 1913 à Pittsburg dans le Kansas et disparu depuis le 16 décembre 1937, est un criminel américain connu pour avoir participé à la deuxième tentative d'évasion de l'histoire de la prison d'Alcatraz avec son complice Ralph Roe en 1937. 
Il est depuis cette date présumé mort mais ses restes n'ont jamais été retrouvés et son sort ainsi que celui de son complice demeure donc aujourd'hui inconnu. Son évasion est également la première de l'histoire d'Alcatraz dont le sort des fugitifs n'a jamais été élucidé, une deuxième évasion de ce genre beaucoup plus connue ayant eu lieu en 1962.

## Jeunesse
Cole a, tout comme son complice Roe, été condamné à la prison à la suite de braquages de banques dans l'Oklahoma. Il a tenté à de nombreuses reprises de s'évader de la prison de McAlester, seul puisqu'il n'était à l'époque pas encore lié à son complice Ralph Roe. Jugé comme présentant un risque d'évasion, il a été incarcéré dans la prison de haute sécurité de Leavenworth, puis transférés à Alcatraz en 1936. Il a obtenu un emploi dans le Mat Shop de la prison, un établissement situé à l'extrême nord de l'île, où les pneus d'automobile mis au rebut étaient découpés et transformés en tapis de caoutchouc pour la marine américaine. Son complice Ralph Roe travaillait lui aussi dans cet établissement.

## Évasion d'Alcatraz en 1937 et disparition
Le 16 décembre 1937, un épais brouillard a balayé la baie de San Francisco, entravant le trafic maritime et réduisant la visibilité sur l'île d'Alcatraz. Cole et Roe travaillaient dans un atelier de réparation de pneus. Un comptage de routine à 12 h 50 montra que tous les prisonniers avaient été comptés. Au comptage suivant, à 13 h 30, les deux hommes étaient partis. Dans l'atelier, trois lourdes vitres avaient été brisées et deux barres de fer avaient été retirées par les deux détenus. Une fois la fenêtre franchie, ils se sont glissés jusqu'à la grille d'une haute clôture en fil de fer, dissimulée par le brouillard. Avec une clé prise dans le magasin de pneus, ils ont forcé le verrou de la grille et sont tombés de vingt pieds (environ 6,10 mètres) sur la plage. Leur piste a disparu à ce moment-là.

## Enquête
Une fouille exhaustive de l'île n'a rien révélé ; les gardes n'ont trouvé que la clé abandonnée. Une recherche approfondie de plusieurs jours s'ensuivit ; des parties de l'île furent inondées de gaz lacrymogène pour tenter de débusquer les évadés, sans résultat. L'enquête ultérieure a révélé que Cole et Roe s'étaient préparés à l'avance pour l'évasion, utilisant une lame de scie à métaux pour affaiblir les barreaux des fenêtres, et dissimulant les dégâts avec un mélange de graisse et de cirage. Sur la plage, les hommes sont vraisemblablement entrés dans l'eau, s'appuyant sur des flotteurs improvisés à partir de pneus ou de bidons de carburant, volés dans le Mad Shop. Rien n'indique qu'ils aient construit ou mis à l'eau un radeau.
Les responsables de la prison ont conclu que Cole et Roe se sont noyés peu après leur évasion. Le rapide reflux des marées à l'époque, estimé à 7-9 nœuds, aurait emporté même un nageur expert hors de la baie et dans l'océan Pacifique. Le brouillard était si épais qu'il aurait été presque impossible pour les confédérés de l'extérieur de les récupérer par bateau, et les nageurs ne pouvaient pas non plus savoir s'ils nageaient ou non vers le rivage. Ils estiment que leurs corps ont probablement été emportés vers la mer avec leurs dispositifs de flottaison.

## Rumeurs sur sa possible survie
Malgré leur sort probable[source secondaire nécessaire], les services de police des comtés voisins et le FBI ont suivi toutes les rumeurs et les indices. En effet, dans les jours, mois et années qui ont suivi, plusieurs rapports d'observations ont été faits, mais leur validité est inconnue. Deux auto-stoppeurs ont affirmé avoir vu Roe et Cole, et les ont identifiés à la police grâce à leurs photos. Un rapport du San Francisco Chronicle de 1941 a déclaré que les deux hommes vivaient en Amérique du Sud, et un chauffeur de taxi de Seminole, la ville natale de Cole, dans l'Oklahoma, a déclaré à la police  que deux hommes qu'il a reconnus comme étant Cole et Roe avaient tenté de le tuer en lui tirant dessus
En outre, de nombreux vols ont été constatés en Oklahoma durant les temps qui ont suivi l'évasion des deux criminels, dont la plupart des victimes ont identifié Cole et Roe comme les responsables de ces délits mais les actions de la police pour les retrouver ont été très minces et n'ont jamais permis de les retrouver. On ignore toujours aujourd'hui les raisons qui ont poussé la police à ne pas mener des recherches plus approfondies pour retrouver les deux évadés. Toujours est-il que cette évasion est très peu connue du grand public et beaucoup moins que l'Évasion d'Alcatraz de 1962, où trois autres détenus ont eux aussi réussi à s'évader de l'île et dont, comme pour Cole et Roe, le sort final demeure aujourd'hui inconnu.